# Villars-Santenoge
Villars-Santenoge é uma comuna francesa na região administrativa da Champanha-Ardenas, no departamento de Haute-Marne. Estende-se por uma área de 19,95 km². Em 2010 a comuna tinha 81 habitantes (densidade: 4,1 hab./km²).